# Johan Kvandal
Johan Kvandal (* 8. September 1919 in Christiania; † 16. Februar 1999 im nunmehrigen Oslo) war ein norwegischer Komponist, Organist und Musikkritiker.

## Leben
Der als David Johan Jakob Johansen geborene Sohn des Komponisten David Monrad Johansen nahm zur deutlicheren Unterscheidung von seinem Vater 1940 den Namen Kvandal an (nach dem Hof der väterlichen Familie bei Mosjøen). Er studierte 1939 bis 1941 am Osloer Konservatorium bei Ingebjørg Gresvik (Klavier), Arild Sandvold (Orgel), Per Steenberg (Kontrapunkt und Komposition) sowie Geirr Tveitt (Komposition). Den Kompositionsunterricht setzte er 1942/1943 an der damaligen Reichshochschule für Musik und darstellende Kunst (der späteren Musikakademie und nunmehrigen Musikuniversität) in Wien bei Joseph Marx fort. Bereits im Oktober 1941 war Kvandal, zugleich mit seinem Vater, während der Okkupation Norwegens der mit den Nationalsozialisten kooperierenden faschistischen Partei Nasjonal Samling unter deren Führer Vidkun Quisling beigetreten. Nach dem Ende des Zweiten Weltkriegs erfolgte deshalb eine Untersuchung durch den Norsk Kunstnerråd (Norwegischer Kulturrat) wegen Landesverrats gegen ihn. Er wurde aus dem Norwegischen Komponistenverband ausgeschlossen, jedoch nach vier Jahren wieder zugelassen.
Nachdem er in Oslo seine Examen in Dirigieren und Orgelspiel absolviert hatte, nahm Kvandal 1952 bis 1954 weiteren Unterricht bei Nadia Boulanger in Paris. Neben seinem kompositorischen Schaffen arbeitete er als Musikkritiker für die norwegischen Tageszeitungen Morgenposten und Aftenposten. 1959 bis 1974 war er Organist der Kirche in Oslo-Vålerenga. Zudem war er Funktionär in verschiedensten norwegischen Musikinstitutionen wie dem Norwegischen Komponistenverband und der Urheberrechtsorganisation TONO. 1951 bis 1976 war er mit Maria Teresia Unterrainer (1923–2008) verheiratet. Nach der Scheidung schloss er im selben Jahr die Ehe mit der Sopranistin Lilleba Lund (1914–2016). Er starb am 16. Februar 1999 im Radiumhospitalet Oslo.
Anlässlich des Gedenkjahres zum 100. Geburtstag kam es 2019 vor allem in Norwegen zu Würdigungen des Komponisten in Konzerten, Artikeln und mittels Neuerscheinungen von Tonträgern mit Kvandals Musik.

## Werke (Auswahl)
- Mysterier (Mysterien). Oper in drei Akten nach dem Roman Mysterier von Knut Hamsun, Libretto: Barthold Halle op. 75 (1993)[6]

### Gesang und Orchester
- Sang til Stella (Gesang für Stella) nach einem Text von Henrik Wergeland für Sopran und Streichorchester oder Klavier op. 5 (1951)
- Michelangelo-Poem für Sopran und Orchester op. 49 (1978)
- Et menneskes vei (Eines Menschen Weg). Ibsen-Kantate für Sopran, Bariton, gemischten Chor und Orchester op. 51 (1978)

### Orchester
- Norwegische Ouvertüre op. 7 (1951)
- Variationen und Fuge op. 14 (1957/1958)
- Sinfonie op. 18 (1957/1958)
- Sinfonisches Epos op. 21 (1962)
- Skipper Worse. Suite aus der Musik zum gleichnamigen Fernsehspiel op. 28b (1968)
- Sinfonia concertante op. 29 (1968)
- Antagonia. Konzert für zwei Streichorchester und Schlagzeug op. 38 (1973)

### Instrumentalkonzert
- Konzert für Flöte und Streichorchester op. 22 (1963)
- Konzert für Oboe und Streichorchester op. 46 (1977)
- Konzert für Violine und Orchester op. 52 (1979)
- Konzert für Orgel und Streichorchester oder Streichquartett op. 62 (1984)
- Konzert für zwei Klaviere und Orchester op. 77 (1993/1994)
- Konzert für Klavier und Orchester op. 85 (1998)

### Duo und Kammermusik
- Streichquartett Nr. 2 op. 27 (1966)
- Quintett für Hardangerfiedel und Streichquartett op. 50 (1978)
- Nachtmusik für acht Bläser und Kontrabass op. 57 (1981)[7]

### Klavier solo
- Sonatine op. 2 (1940)
- Tre slåtte-fantasier op. 31 (1969)

### Lied
- Barneviser (Kinderweisen) für Gesang und Klavier o. op. (1946/1947)
- Norske stevtoner für Gesang und Klavier op. 40 (1974)

### Chor a cappella
- Underet (Das Wunder) nach Worten von Arnold Eidslott für gemischten Chor op. 69 (1986)
- Ballade om freden (Ballade über den Frieden) nach Pries pour paix von Charles d’Orleans, norwegische Fassung von Kristen Gundelach op. 72 (1987)

### Film
- Skipper Worse. Musik zu der gleichnamigen Fernsehserie nach dem Roman von Alexander Kielland op. 28a (1968)

## CD-Diskographie (Auswahl)
- Bläserquintett op. 34, Tre salmetoner – Oslo Wind Ensemble – (Naxos, 1994)
- Violinkonzert op. 52, Variationen und Fuge op. 14, Sinfonia concertante op. 29, Triptychon op. 53 – Isaac Shuldman (Violine), St. Petersburg Staatssinfonieorchester, Dirigent: Alexander Kantorov – (Hemera, 1998)
- Violinkonzert op. 52 – Ragin Wenk-Wolff (Violine), Janáček-Philharmonie Ostrava, Dirigent: Dennis Burkh – (Centaur, 2000)
- Introduktion und Allegro op. 30 – Rebecca Dodson-Webster (Horn), Richard Seiler (Klavier) – (Centaur, 2003)
- Klavierkonzert op. 85 – Håvard Gimse (Klavier), Philharmonisches Orchester Oslo, Dirigent: Christian Eggen – (Simax, 2008)
- Sämtliche Werke für Klavier solo – Joachim Knoph (Klavier) – (Grand Piano, 2016)[8]
- Nachtmusik op. 57 – Oslo Kammerakademie – (Lawo, 2016)[9]
- 3 Julesalmer, Choralvorspiel über „Ljoset yver landet dagna“, Benedicam Dominum op. 17, Meditasjon for fastetiden, Jeg er kommet som et lys til verden, Til deg herre, tar jeg min tilflukt op. 26/1, O Domine Deus op. 26/2, Partita op. 36, 2 religiose sanger, Toccata op. 5/3, Präludium, Fantasia op. 83 – Lina Johnson (Sopran), Arnfinn Tobiassen (Orgel) – (Lawo, 2021)
- Å her møter mangt: Lieder – Isa Katharina Gericke (Sopran), Joachim Knoph (Klavier) – (Lawo, 2021)[10]
- Streichtrio op. 12 – Ssens Trio – (Lawo, 2022)
- Hornquartett op. 73 – 4th Line Horn Quartet – (Alba, 2022)